# Artimpaza biplagiata
Artimpaza biplagiata là một loài bọ cánh cứng trong họ Cerambycidae.